# كونستانس بيري نيومان
كونستانس بيري نيومان (بالإنجليزية: Constance Berry Newman)‏ هي محامية أمريكية، ولدت في 8 يوليو 1935 في شيكاغو في الولايات المتحدة.

## وصلات خارجية
- كونستانس بيري نيومان على موقع إن إن دي بي (الإنجليزية)